# Грую (Келераш)
Грую (рум. Gruiu) — село у повіті Келераш в Румунії. Адміністративно підпорядковане місту Будешть.
Село розташоване на відстані 34 км на південний схід від Бухареста, 72 км на захід від Келераші.

## Населення
За даними перепису населення 2002 року у селі проживали 910 осіб. Усі жителі села рідною мовою назвали румунську.
Національний склад населення села:
| Національність | Кількість осіб | Відсоток |
| -------------- | -------------- | -------- |
| румуни         | 900            | 98,9%    |
| цигани         | 10             | 1,1%     |